# Von der Leyen

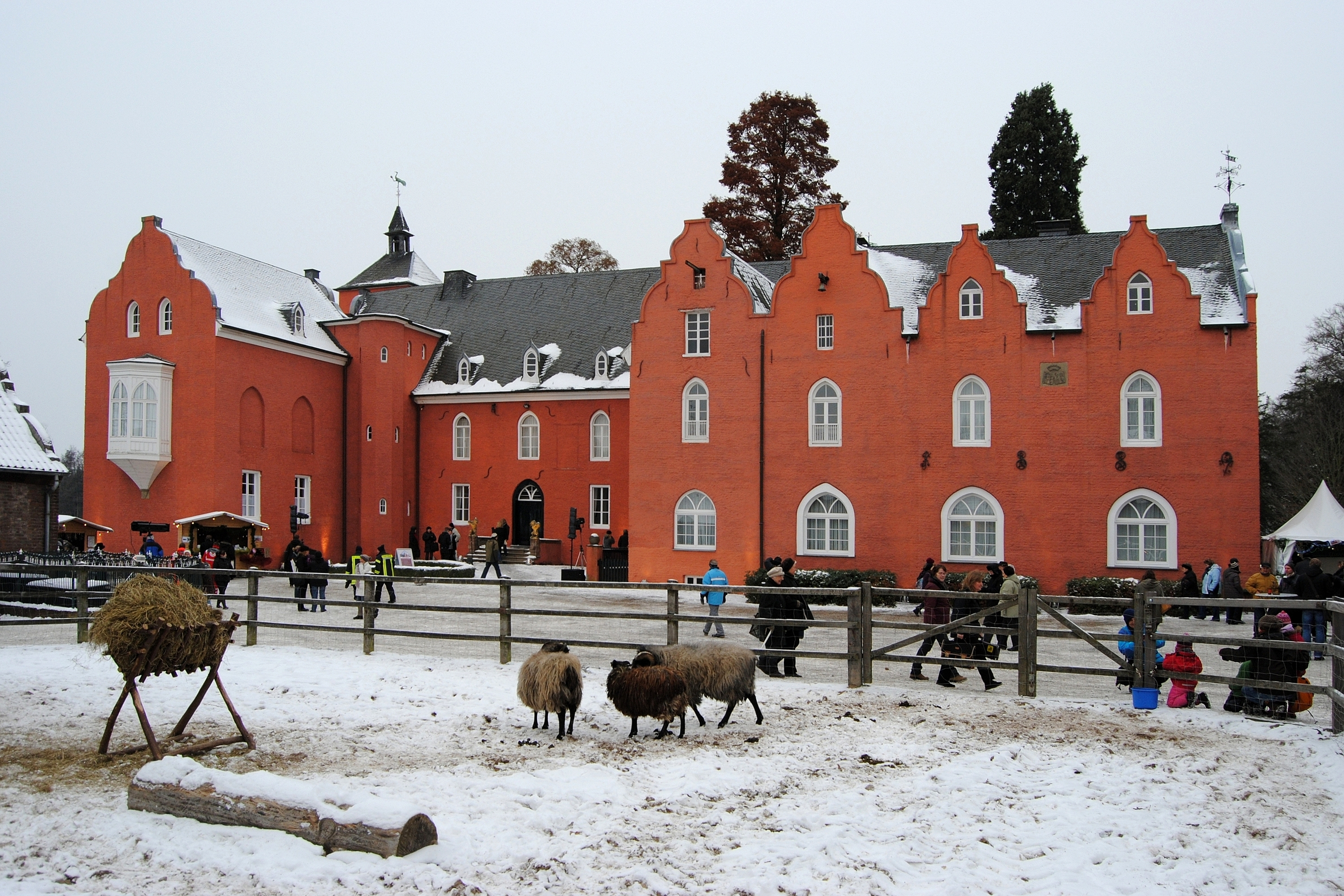
Bloemersheim slott

von der Leyen (tyskt uttal: [fɔn deːɐ̯ ˈlaɪən]) är en tysk adelsätt från Krefeld, Tyskland, adlad 1786, som gjorde sig en förmögenhet på handel med siden. von der Leyen levererade siden till europeiska hov och aristokratiska familjer under sin verksamhetstid. En ättegren upphöjdes till friherrlig rang av Napoleon 1813 och av den preussiska kungen 1816.
Ätten har inget släktskap med ätten von der Leyen-Hohengeroldseck.

## Personer med efternamnet von der Leyen
- Ursula von der Leyen (född Albrecht)
- Joachim von der Leyen